# Oliver Platt
Oliver James Platt Maynard (Windsor, Ontario; 12 de enero de 1960) es un actor estadounidense nacido en Canadá.

## Biografía
Platt nació en Windsor (Ontario, Canadá), hijo de padres estadounidenses.
Su madre, Sheila Maynard, trabajaba en una clínica social y estuvo trabajando en Islamabad. Su padre, Nicholas Platt, es un diplomático que fue embajador de los Estados Unidos en Pakistán, Zambia y Filipinas. Su abuelo era el arquitecto Geoffrey Platt. Está emparentado también con la princesa Diana de Gales, pues ambos son descendientes de la heredera estadounidense Frances Work. Tiene dos hermanos, Adam y Nicholas Jr. 
Oliver Platt creció en Estados Unidos, puesto que se trasladó a Washington poco después de nacer. Se graduó en 1983 en la Universidad de Tufts, donde conoció al actor Hank Azaria, quien se convertiría en su mejor amigo y en el padrino de su hijo George. En 1992 se casó con Camilla Campbell, con la que tuvo tres hijos: Lily (n. 1995), George (n. 1997), y Claire (n. 1999).
Desde 2002 hasta 2003 interpretó al abogado Russell Tupper en la serie de televisión Huff, por la cual fue nominado a un premio Emmy. También ha interpretado el papel de Oliver Babish en la serie El ala oeste de la Casa Blanca.
Desde el 2015 interpreta al doctor Daniel Charles en Chicago Med.

## Filmografía
| Año  | Película                        | Papel               | Director                   |
| ---- | ------------------------------- | ------------------- | -------------------------- |
| 1988 | Casada con todos                | Ed Benítez          | Jonathan Demme             |
| 1988 | Armas de mujer                  | Lutz                | Mike Nichols               |
| 1990 | Línea mortal                    | Randy Steckle       | Joel Schumacher            |
| 1990 | Postales desde el filo          | Neil Bleene         | Mike Nichols               |
| 1992 | Beethoven                       | Harvey              | Brian Levant               |
| 1992 | El golpe perfecto               | Fitz                | Michael Ritchie            |
| 1993 | Una proposición indecente       | Jeremy              | Adrian Lyne                |
| 1993 | Benny & Joon                    | Eric                | Jeremiah S. Chechik        |
| 1993 | Los tres mosqueteros            | Porthos             | Stephen Herek              |
| 1995 | Los comediantes                 | Tommy Fawkes        | Peter Chelsom              |
| 1995 | El infiltrado                   | Yaron               | John Mackenzie             |
| 1996 | Decisión crítica                | Dennis Cahill       | Stuart Baird               |
| 1996 | Tiempo de matar                 | Harry Rex Vonner    | Joel Schumacher            |
| 1998 | Bulworth                        | Dennis Murphy       | Warren Beatty              |
| 1998 | Dangerous Beauty                | Maffio              |                            |
| 1998 | The Impostors                   | Maurice             | Stanley Tucci              |
| 1998 | Dr. Dolittle                    | Dr. Mark Weller     | Betty Thomas               |
| 1998 | Simon Birch                     | Ben Goodrich        | Mark Steven Johnson        |
| 1999 | Lake Placid                     | Hector Cyr          | Steve Miner                |
| 1999 | Tango para tres                 | Peter Steinberg     | Damon Santostefano         |
| 1999 | El hombre bicentenario          | Rupert Burns        | Chris Columbus             |
| 2000 | Blanco perfecto                 | Fulvio Nesstra      | Eric Blakeney              |
| 2000 | Ready to Rumble                 | Jimmy King          | Brian Robbins              |
| 2001 | Ni una palabra                  | Dr. Louis Sachs     | Gary Fleder                |
| 2002 | En el punto de mira             | Victor Wallace      | Kari Skogland              |
| 2003 | Retrato de April                | Jim Burns           | Peter Hedges               |
| 2003 | Hope Springs                    | Doug Reed           | Mark Herman                |
| 2004 | Kinsey                          | Herman Wells        | Bill Condon                |
| 2005 | Loverboy                        | sr. Pomeroy         | Kevin Bacon                |
| 2005 | La cosecha de hielo             | Pete                | Harold Ramis               |
| 2005 | Casanova                        | Paprizzio           | Lasse Hallström            |
| 2007 | The Ten                         | Marc Jacobson       | David Wain                 |
| 2007 | Martian Child                   | Jeff                | Menno Meyjes               |
| 2008 | Frost/Nixon                     | Bob Zelnick         | Ron Howard                 |
| 2009 | Año Uno                         | Sacerdote           | Harold Ramis               |
| 2009 | 2012                            | Carl Anheuser       | Roland Emmerich            |
| 2010 | De amor y otras adicciones      | Bruce Winston       | Edward Zwick               |
| 2011 | X-Men: primera generación       | Hombre de negro     | Matthew Vaughn             |
| 2011 | The Oranges                     | Terry Ostroff       | Julian Farino              |
| 2012 | Gods Behaving Badly             | Apollo              | Marc Turtletaub            |
| 2012 | Chinese Zodiac                  | Lawrence            | Jackie Chan                |
| 2013 | Legends of Oz: Dorothy's Return | Wiser the Owl (voz) | Will Finn / Dan St. Pierre |
| 2014 | Chef                            | Ramsey Michel       | Jon Favreau                |
| 2014 | Kill the Messenger              | Jerry Ceppos        | Michael Cuesta             |
| 2016 | Shut In                         | Dr. Wilson          | Farren Blackburn           |
| 2024 | Babes                           | Bernie              | Pamela Adlon               |